# Паскагула
Паскагула (на английски: Pascagoula) също и Пача гула, Паскабула, Паскагуна, Мискигула, e малко северноамериканско индианско племе, което в началото на колониалния период живее в южно Мисисипи по река Паскагула.

## Име и език
На жаргона мобил името паскагула означава „хлебните хора“. Как са се наричали самите те и какъв е езикът им е неизвестно. Предполага се, че езикът им е мускогски, но заради близостта им с племето билокси е възможно да е и сиукски.

## История
През 1699 година пръв научава за тях Пиер Ле Мойн д’Ибервил. Малко след това, през същата година ги посещава Жан Батист Ле Мойн д’Биенвил. Тогава около 100 техни семейства живеят в три малки села на река Паскагула. През 1764 година се местят на река Мисисипи, мапко над селото на племето туника. През 1791 година, заедно с билокси и някои други малки групи, се местят на Ред Ривър. През 1795 година продават земите тук и се местят в Байо Бюф между групите чокто и билокси. В началото на 19 век продават и тези земи като част от паскагула остават в Луизиана, а други придружават билоксите до Тексас.